# Vyborgskij rajon (Oblast' di Leningrado)
Il Vyborgskij rajon (in russo Выборгский район?) è un rajon dell'Oblast' di Leningrado, nella Russia europea occidentale; il capoluogo è la città di Vyborg.